# Nissan Serena
Nissan Serena er en stor MPV fra den japanske bilfabrikant Nissan Motor, som har været i produktion siden 1991. Modellen afløste Vanette C22, som dog fortsat blev solgt sideløbende med Serena frem til 1993 i Japan henholdsvis 1994 i Europa.
I Europa blev kun den første modelgeneration, C23, markedsført. Mellem 1992 og 2001 blev Serena C23 produceret i Spanien hos Nissan Motor Ibérica til det europæiske marked. I Nissans europæiske modelprogram blev modellen afløst af dels den i 2000 introducerede kompakte MPV Almera Tino og dels den i 2002 introducerede varebil Primastar. En direkte sammenlignelig efterfølger kom først på markedet i 2011 med Nissan Evalia.

## Serena C23 (1991−2001)
Serena C23 blev præsenteret for offentligheden på Tokyo Motor Show i 1989 og markedsført i Japan fra juni 1991. I juli 1992 startede produktionen og salget i Europa.
C23 findes med to forskellige benzinmotorer: En 1,6'er med 74, i Europa 71 kW (100 hhv. 97 hk) og en 2,0'er med 93 kW (126 hk). Dieselmotoren er i Europa på 2,3 liter og yder 55 kW (75 hk), og i Japan på 2,0 liter med turbolader og ladeluftkøler og 67 kW (91 hk) hhv. 71 kW (97 hk). Motoren er placeret bag forakslen under fører- og passagersædet og trækker ved hjælp af en femtrinsgearkasse og en kardanaksel på baghjulene, som er ophængt på en stiv aksel med bladfjedre. Forhjulene er ophængt separat på MacPherson-fjederben, spiralfjedre og tværled. I Japan findes C23 også med firehjulstræk, men ikke i Europa og Nordamerika. I Japan og Nordamerika findes alle versioner også med firetrins automatgear.
I Japan blev produktionen af Serena C23 indstillet i 1998 og Nissan Liberty introduceret som efterfølger. Modellen fortsatte dog i Europa, hvor den i 1998 fik et facelift og benzinmotorerne også kom med automatgear. I november 2001 udgik modellen af Nissans europæiske modelprogram uden at få nogen direkte efterfølger.

## Serena C24 (1999−2005)
Nissan Serena C24 blev i Japan og andre asiatiske lande solgt fra juni 1999.
I modsætning til forgængeren har C24 forhjulstræk med motoren monteret foran forakslen under motorhjelmen, men findes også med firehjulstræk. Derudover kom der en ny CVT-gearkasse. Standard er to skydedøre i siderne samt en bagklap, og karrosseriet som er længere end på forgængeren findes også med ni siddepladser. Komforten blev også forbedret med blandt andet navigationssystem, el-justerbare og -opvarmelige sidespejle, centrallåsesystem og el-ruder. Som ekstraudstyr kan skydedørene også være eldrevne og styres med fjernbetjeningen.
Allerede i 2002 var der blevet solgt mere end 500.000 eksemplarer af Serena C24 på det japanske hjemmemarked. I 2003 blev produktionen flyttet fra Aichi Machine Industry til Nissan Motor Tochigi, og samtidig blev udstyrslisten udvidet med den intelligente nøgle, Keyless Go.
I 2005 blev produktionen af C24 indstillet i Japan, mens modellen fortsat blev produceret i Malaysia.

## Serena C25 (2005−2010)
I 2005 sendte Nissan den tredje modelgeneration af Serena på markedet. Modellen er ligesom Nissan Lafesta baseret på koncernens C-platform. Ud over produktionen i Japan, hvorfra der også blev eksporteret biler til blandt andet Hongkong, muliggjorde samarbejdet mellem Nissan og Dongfeng Motor Corporation en lokal produktion til Kina i byen Zhengzhou.
Karrosseriet på C25 fik et mere moderne, kantet og sportsligt design. Også fordelingen af glasfladerne blev tilpasset den nye stil, så de forreste sideruder går ned under sidespejlenes ophæng og en kort før B-søjlen let afrunding af de opadhældende sideruder understreger den sportslige stil. Serena kom derved til at tilhøre den i Japan såkaldte fritidsklasse i stedet for sit oprindelige formål som arbejdsredskab. Også hos mange japanske tunere er tredje generation af Serena populær til at frembringe nye kreationer. Ligesom forgængeren findes modellen også med CVT-gearkasse og et forbedret firehjulstræksystem. Modellen fik fire skivebremser som standard.
I december 2007 fik Serena C25 et facelift med en ny kølergrill, nye sidespejle og modificerede forlygter.
I årene 2007 til 2009 kunne C25 tre år i træk sikre sig titlen som Japans mest solgte MPV. I april 2010 var der på det japanske hjemmemarked blevet solgt en million eksemplarer af Serena C25.

### Suzuki Landy SC25 (2007−2010)
I rammerne af et joint venture mellem Nissan og Suzuki blev det besluttet, at Suzuki Alto også skulle sælges med mindre modifikationer som Nissan Pixo. Til gengæld skulle Nissan levere MPV'er til Suzuki. Derfor kom en lettere modificeret version af Serena C25 på markedet i januar 2007 som Suzuki Landy.
- Suzuki Landy (2007)
- Suzuki Landy (2008−2010)

## Serena C26 (2010−2016)
Den 29. november 2010 blev den fjerde modelgeneration af Serena introduceret i Japan.
Designet på C26 er stærkt rettet mod forgængeren; især blev den markante sidelinje bibeholdt. Dog kunne luftmodstanden på trods af et kun let ændret design reduceres med cirka otte procent. Modellen findes i tre forskellige udstyrsvarianter, som alle er udstyret med eldrevne skydedøre; basismodellerne G, S og X samt en af Autech Japan modificeret version, Serena Rider. Den siden introduktionen tilgængelige 2,0-liters benzinmotor med direkte indsprøjtning kan kombineres med for- eller firehjulstræk, hvor effekt og drejningsmoment er en lille smule lavere på sidstnævnte variant. Alt efter udstyr er motoren også udstyret med start/stop-system. Et særligt kendetegn for dette system er den såkaldte ECO-motor, som overtager funktionen af generator og startmotor og muliggør en hurtigere og mere støjsvag start af forbrændingsmotoren. Gearkassen er trinløs af CVT-typen.
I februar 2011 kom topmodellen Highway Star på markedet. Den er udstyret med xenonforlygter og automatisk nærlys med niveauregulering. Skydedøren kan åbnes automatisk med One Touch-funktion (med antiklemmesikring).
I den japanske registreringsstatistik lå Serena i 2011 på fjerdepladsen.

### Tekniske data
|                                      | 2.0                         |                             |
| Byggeår                              | 11/2010−6/2016              | 11/2010−6/2016              |
| Motorkode                            | MR20DD                      | MR20DD                      |
| Motortype                            | R4-benzinmotor              | R4-benzinmotor              |
| Ventilstyring                        | DOHC                        | DOHC                        |
| Fødesystem                           | Direkte benzinindsprøjtning | Direkte benzinindsprøjtning |
| Boring × slaglængde                  | 84,0 × 90,1 mm              | 84,0 × 90,1 mm              |
| Slagvolume                           | 1997 cm³                    | 1997 cm³                    |
| Kompressionsforhold                  | 11,2:1                      | 11,2:1                      |
| Maks. effekt ved omdr./min.          | 108 kW (147 hk) 5600        | 106 kW (144 hk) 5600        |
| Maks. drejningsmoment ved omdr./min. | 210 Nm 4400                 | 207 Nm 4400                 |
| Drivende hjul                        | Forhjul                     | Alle                        |
| Gearkasse                            | Trinløs CVT                 | Trinløs CVT                 |

### Suzuki Landy SC26 (2010–2016)
I december 2010 startede produktionen af den på Serena C26 baserede Suzuki Landy SC26.

## Serena C27 (2016−)
Den femte modelgeneration af Serena blev præsenteret den 6. juli 2016 og kom på markedet den 24. august 2016. Bilen sælges også i andre asiatiske lande. På det japanske marked findes modellen også i en Nismo-version, som dog kun adskiller sig optisk fra standardmodellen.

### Suzuki Landy SC27 (2016–)
I december 2016 præsenterede Suzuki den på Serena C27 baserede Landy SC27.